# Ezpdf
EzPDF är ett fritt datorprogram för att skapa dokument till PDF. Det är skriptbaserat, skrivet i PHP och är främst avsett för att producera dokument från webbsidor. Vanliga användningsområden är i e-handelslösningar för att producera fakturor och kataloger.